# 12627 Меріедвардс
12627 Меріедвардс (12627 Maryedwards) — астероїд головного поясу, відкритий 25 березня 1971 року.
Тіссеранів параметр щодо Юпітера — 3,618.